# Amorphophallus titanum
Amorphophallus titanum (từ tiếng Hy Lạp Cổ amorphos, "dị hình" + phallos, "dương vật", và titan, "to lớn"), hay còn gọi là titan arum hoặc hoa xác chết khổng lồ, chân bê titan là thực vật có hoa dạng chùm không phân nhánh lớn nhất trên thế giới. Thực ra, chùm hoa của cây này không lớn bằng chùm hoa của Corypha umbraculifera, tuy nhiên chùm hoa của loài C. umbraculifera có phân nhánh. Loài hoa đơn lớn nhất thuộc về chi Rafflesia.
Loài này có tên gọi hoa xác thối do mùi hương và màu sắc của hoa giống như thịt thối (tiếng Indonesia: bunga bangkai – bunga nghĩa là hoa, bangkai nghĩa là xác chết), tương tự với các loài trong chi Rafflesia, cũng mọc trong các rừng mưa tại Sumatra.

## Phân bố
A. titanum là loài đặc hữu của miền tây Sumatra, tuy nhiên đã được nhân giống bởi các vườn bách thảo và các nhà sưu tập tư nhân trên khắp thế giới.

## Mô tả

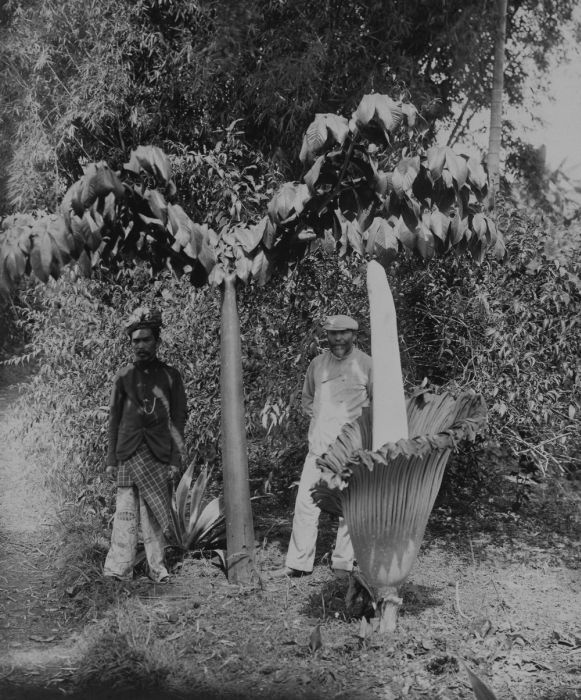
Hai cây chân bê titan ở Sumatra, Indonesia (khoảng 1900-40); một cây đã ra lá, một cây đang nở hoa.

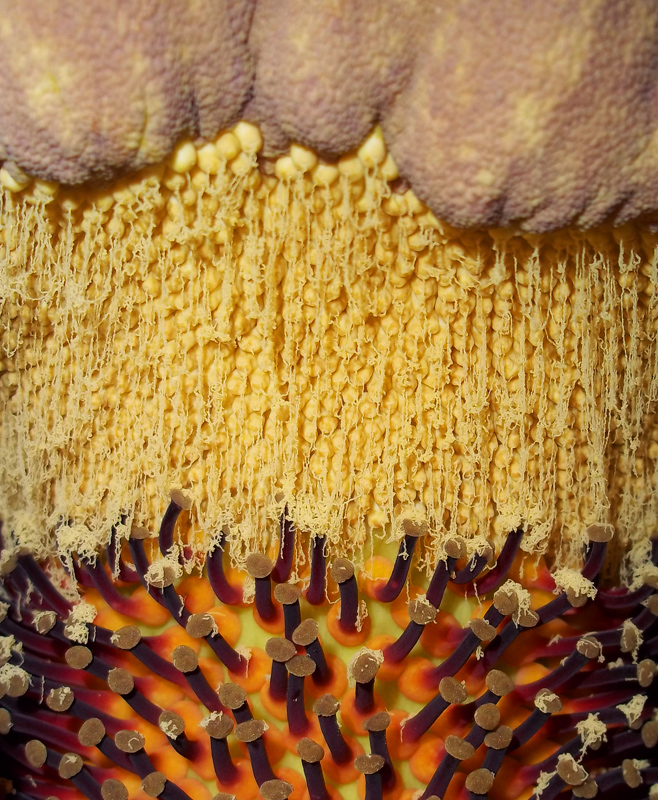
Phấn bên trong hoa.

Chùm hoa của cây này có thể cao đến 3 m. Như các loài vân môn và hồng môn, chùm hoa bao gồm một bông mo được cấu thành bởi các hoa nhỏ, có mùi; và có một mo bao quanh trông giống một cánh hoa lớn. Mo của hoa chân bê titan có màu xanh bên ngoài, đỏ sẫm bên trong, và bề mặt mo có nhiều nếp nhăn. Bông mo rỗng bên trong. Bên trong lớp mo, phía dưới bông mo là hai vòng hoa nhỏ. Vòng hoa phía trên bao gồm các hoa đực, vòng phía dưới là rất nhiều lá noãn màu đỏ-cam sáng. "Mùi hương" của cây chân bê titan giống như mùi của thịt thối, thu hút các loài ruồi ăn xác chết (họ Sarcophagidae) thụ phấn cho chúng. Màu đỏ sẫm và bề mặt nhám của hoa cũng tạo cảm giác rằng bông mo là một miếng thịt. Trong khi hoa nở, đỉnh bông mo có nhiệt độ tương tự nhiệt độ cơ thể người, giúp làm bay hơi, phát tán mùi hương của hoa. Nhiệt độ này cũng được coi là một tác nhân gây ảo giác đối với các loài côn trùng ăn xác chết.
Cả hoa đực lẫn hoa cái đều nở trên cùng một chùm hoa. Các hoa cái nở trước, rồi các hoa đực nở 1–2 ngày sau. Việc này làm tránh sự tự thụ phấn của hoa.
Sau khi hoa tàn, một chiếc lá duy nhất mọc lên từ giả thân hành của cây dưới mặt đất. Chiếc lá mọc trên một thân cây, về sau phân thành ba nhánh tại đỉnh, mỗi nhánh mang nhiều lá nhỏ. Cấu trúc lá này có thể cao đến 6 m, rộng đến 5 m. Mỗi năm, chiếc lá cũ chết và một chiếc lá mới sẽ mọc lên. Khi thân hành đã có đủ dưỡng chất, nó ngủ trong bốn tháng và quá trình được lặp lại.
Giả thân hành của loài này là loại lớn nhất được biết đến, nặng khoảng 50 kg. Khi một cây tại Vườn thực vật hoàng gia Kew được thay chậu sau quá trình ngủ, khối lượng cân được của nó là 91 kg.

## Nhân giống
Chân bê titan chỉ mọc trong tự nhiên tại các vùng rừng mưa nhiệt đới thuộc Sumatra, Indonesia. Loài này được miêu tả khoa học lần đầu tiên bởi nhà thực vật học người Ý Odoardo Beccari vào năm 1878. Loài này rất hiếm khi ra hoa trong tự nhiên, và trong môi trường nuôi trồng thì càng hiếm hơn nữa. Lần đầu tiên một cây A. titanum ra hoa trong một vườn bách thảo là vào năm 1889 tại Vườn thực vật hoàng gia Kew ở Luân Đôn, từ đó đến nay các hoa ở đây đã nở hơn 100 lần. Những lần nở hoa đầu tiên tại Hoa Kỳ được ghi nhận tại Vườn thực vật New York trong năm 1937 và 1939. Việc nở hoa này cũng là cảm hứng cho việc chọn hoa chân bê Titan làm loài hoa chính thức cho The Bronx vào năm 1939, và chỉ bị thay thế bởi loài hoa hiên vào năm 2000. Số lượng hoa được nhân giống đã tăng trong những năm gần đây, nên việc mỗi năm có hơn 5 hoa nở trên toàn thế giới cũng không có gì lạ.
Năm 2003, một cây hoa chân bê titan tại vườn thực vật của Đại học Bonn, Đức đã vượt chiều cao cao nhất của loài này trước đó, đạt khoảng 2,74 m. Sự kiện này đã được ghi nhận bởi Sách Kỷ lục Guinness. Ngày 20 tháng 10 năm 2005, kỷ lục được phá bở tại vườn sinh vật Wilhelma ở Stuttgart, Đức; cây hoa đạt chiều cao 2,94 m khi nở. Kỷ lục được phá vỡ lần nữa vào ngày 18 tháng 6, bởi cây chân bê của Louis Ricciardiello, được trưng bày tại Winnipesaukee Orchids, Gilford, New Hampshire, Hoa Kỳ. Cây này đạt chiều cao 3,1 m, và cũng được ghi nhận vào Sách Kỷ lục Guinness.

## Hình ảnh

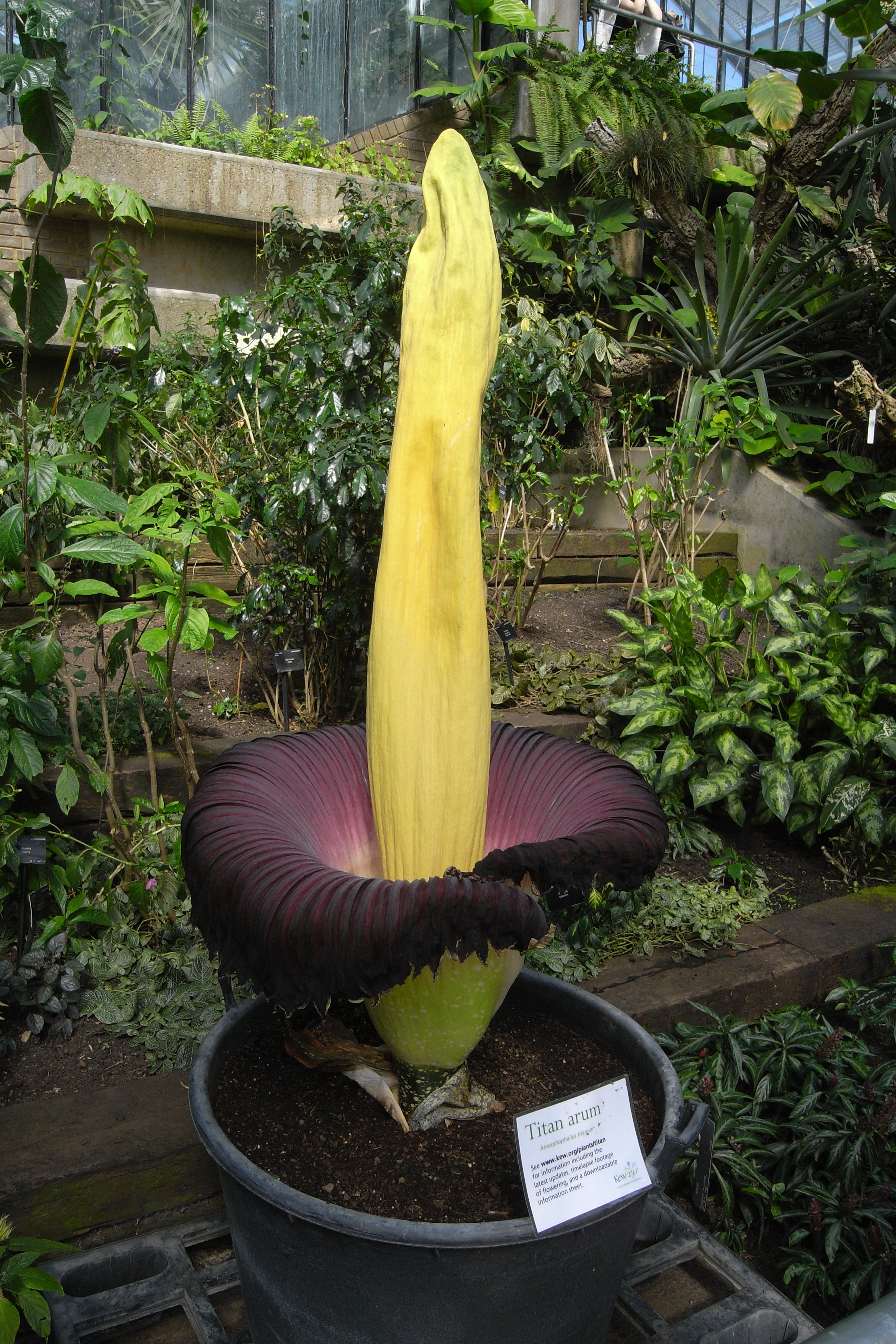
Hoa đầu tiên, Vườn Kew, Luân Đôn, ngày 1 tháng 5 năm 2009
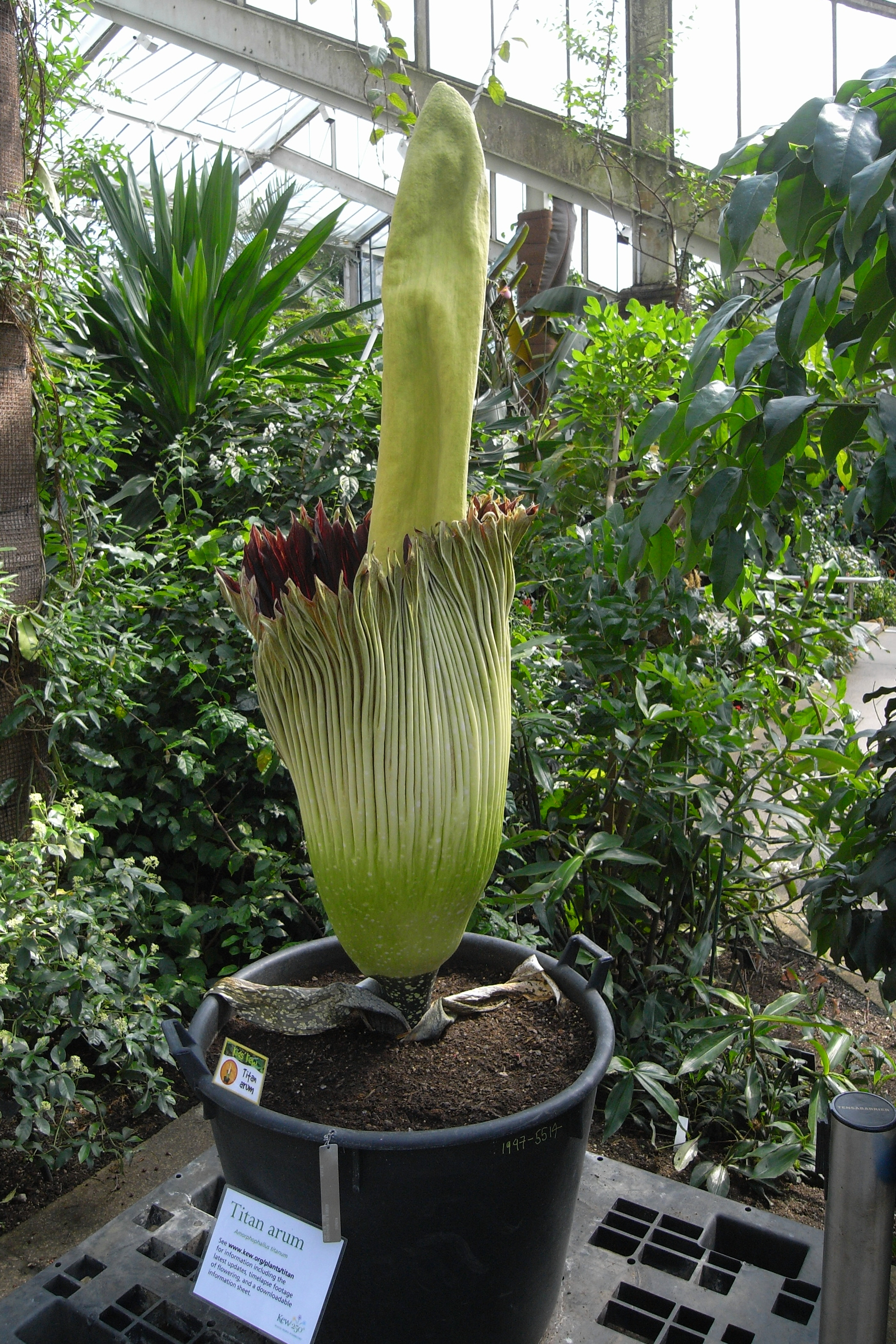
Hoa thứ hai, Vườn Kew, Luân Đôn, ngày 1 tháng 5 năm 2009
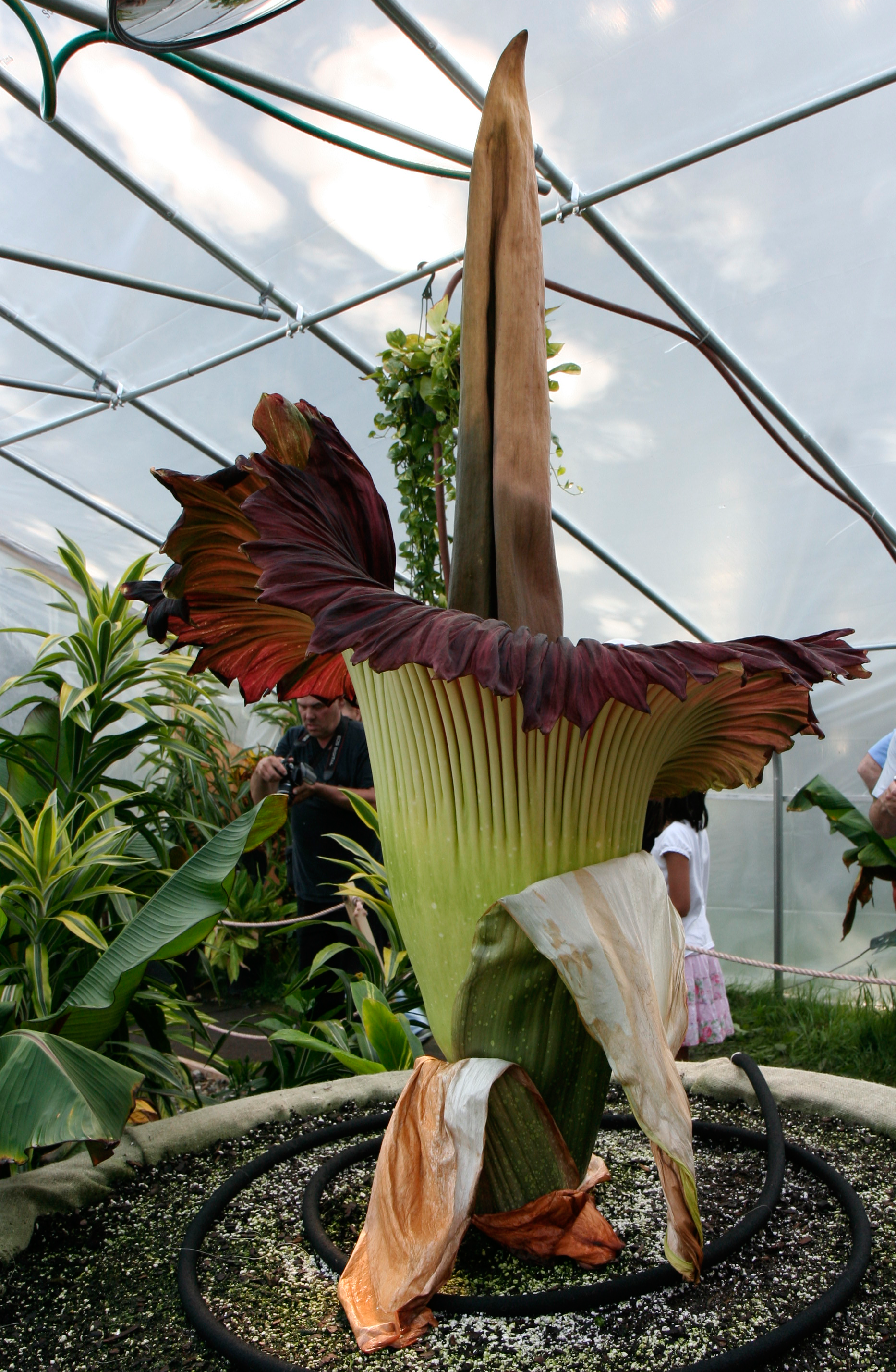
Morticia, Công viên vườn thú, Boston, MA Hoa Kỳ, ngày 20 tháng 6 năm 2012
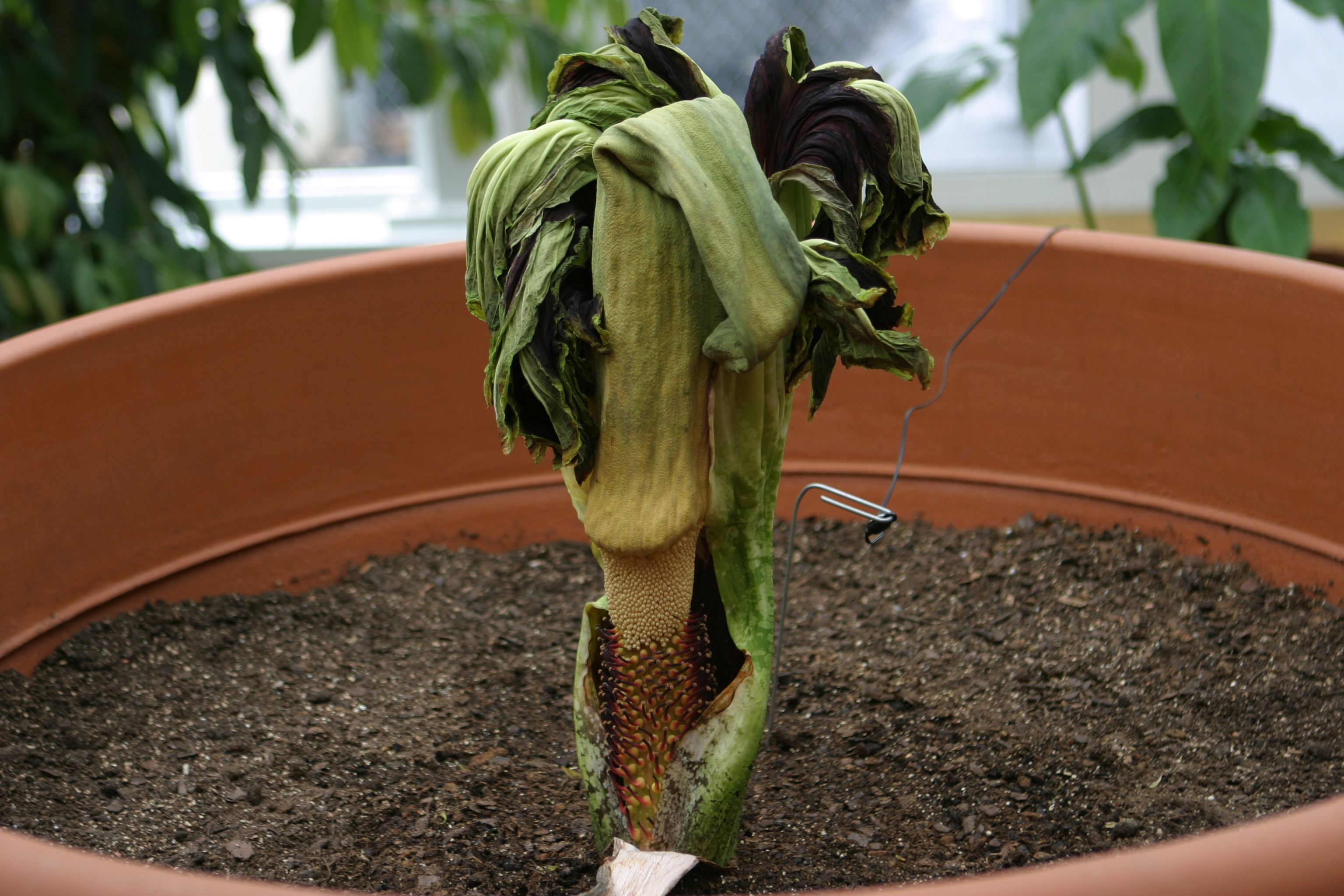
Một hoa đã tàn, cho thấy cụm các hoa đực và hoa cái

## Sách chuyên khảo
- Bown, Deni (2000). Aroids: Plants of the Arum Family. Timber Press. ISBN 0-88192-485-7
- Association of Education and Research Greenhouse Newsletter, volume 15 number 1.